# ProA 2020/21
Die Saison 2020/21 war die 14. Spielzeit der deutschen Basketball-Spielklasse ProA (vollständiger Name Barmer 2. Basketball Bundesliga ProA). Die ProA ist die höchste Staffel der hierarchisch eingeteilten 2. Basketball-Bundesliga und damit bundesweit die insgesamt zweithöchste Spielklasse. Der Beginn der Punktrunde war am 16. Oktober und der letzte Spieltag wurde am 10. April 2021 ausgetragen. Die anschließenden Playoffs wurden in einem Gruppenformat bis zum 2. Mai 2021 ausgetragen.

## Modus
Die Spielklasse besteht 2020/21 aus 15 teilnehmenden Mannschaften. Diese treffen in einer Punktrunde (Spielweise: „Jeder gegen Jeden“) in Hin- und Rückspiel aufeinander. Die acht in der Abschlusstabelle bestplatzierten Mannschaften sollten hernach in die Meisterrunde („Playoffs“) einziehen, um dort im K.-o.-System zwei Finalteilnehmer auszuspielen, die damit das sportliche Teilnahmerecht an der Basketball-Bundesliga erwerben würden.
Im März 2021 wurde eine Änderung des Playoff-Modus bekanntgegeben, mit der der anhaltenden COVID-19-Pandemie Rechnung getragen werden sollte: Anstelle von Serien im Best-of-Five-Modus wurden zwei Finalgruppen gebildet. Die besten acht Mannschaften der Punktrunde ziehen in eine zweite Gruppenphase ein. Es werden zwei Gruppen je vier Mannschaften gebildet, die untereinander in einem Hin- und Rückspiel aufeinandertreffen. Die Vereine auf den Hauptrundenplatzierungen 1– 4–5–8 wurden der Gruppe 1, die der Platzierungen 2–3–6–7 der Gruppe 2 zugeteilt. Hätten zwei Mannschaften punktgleich die ersten beiden Plätze einer Finalgruppe belegt, wäre nicht der direkte Vergleich herangezogen worden, sondern ein Entscheidungsspiel ausgetragen worden. Hierbei hätte die in der Hauptrunde besser platzierte Mannschaft Heimrecht gehabt. Bei drei punktgleichen Vereinen wäre zunächst ein Dreiervergleich herangezogen worden und zwischen den beiden bestplatzierten Mannschaften ein Entscheidungsspiel ausgetragen worden. Den Siegern der beiden Gruppen wurde das Aufstiegsrecht in die Basketball-Bundesliga zugesprochen. Diese beiden Mannschaften ermittelten in Hin- und Rückspiel den Meister.

## Durchführungsbestimmungen
Zu den Voraussetzungen zur Teilnahme an der Spielklasse gehören unter anderem die Austragung der Heimspiele in einer Halle mit mindestens 1500 Zuschauerplätzen, die mit Tribünen an mindestens drei Spielfeldseiten (auch Stehplatztribünen an den Kopfseiten zulässig) sowie Standkorbanlagen ausgestattet ist, ein Spielfeld mit Holzparkett sowie das Vorhandensein eines elektronischen Systems zur Eintrittskartenkontrolle.
In der Saison können höchstens 18 Spielerlizenzen je Mannschaft beantragt werden, wobei Teilnahmeberechtigungen für deutsche Spieler des U19-Alters sowie Aushilfslizenzen (bis zu fünf Einsätze) nicht dazuzählen. Spielberechtigungen werden von der Liga nur im Zeitraum 1. Juli bis 31. Januar ausgestellt. Die Mannschaften sind verpflichtet, in den Spielen durchgehend mindestens zwei Deutsche einzusetzen, wobei ausländische Jugendspieler, die bereits im Nachwuchs für die Mannschaft oder einen Kooperationsverein spielten, unter gewissen Voraussetzungen mit deutschen Spieler gleichgestellt sind. Die Trainer müssen mindestens über den B-Trainerschein verfügen, bei Nichtvorhandensein muss eine Übergangslizenz beantragt werden, welche kostenpflichtig ist.

## Saisonnotizen
- Der FC Schalke 04 verzichtete auf sein Teilnahmerecht[5]
- Aufgrund der Aussetzung der Abstiegsregel in der Basketball-Bundesliga in Folge des Saisonabbruchs 2019/20 kamen keine Mannschaften aus der höchsten deutschen Spielklasse hinzu
- Die Eisbären Bremerhaven, die das sportliche Aufstiegsrecht in die Bundesliga erhalten hatten, verzichteten auf dieses und verblieben in der ProA[5]
- Aus der ProB kamen keine Mannschaften als Aufsteiger hinzu, da die Scanplus Baskets Elchingen und die Itzehoe Eagles, die beide das Aufstiegsrecht zuerkannt bekommen hatten, auf die Wahrnehmung dessen verzichteten[5]
- Das für den 16. Oktober 2020 vorgesehene Saisoneröffnungsspiel zwischen Trier und Heidelberg wurde abgesagt und auf einen späteren Termin verlegt, dass sich die Heidelberger Mannschaft aufgrund der COVID-19-Schutzbestimmungen in Quarantäne begeben musste[6]
- Wegen der Pandemielage wurde im September 2020 entschieden, dass in der Saison 2020/21 bei Spielen grundsätzlich keine Anhänger der Gastmannschaften zugelassen sind[7]
- Zu Saisonbeginn konnten vereinzelte Spiele gemäß den örtlich geltenden Pandemiebestimmungen vor Zuschauern stattfinden, ehe ab Ende Oktober 2020 keinerlei Zuschauer mehr gestattet waren. Coronavirus-Ansteckungsfälle in Mannschaften und dem Umfeld von Mannschaften sorgten immer für die Verlegung von Spielen[8]
- Im Februar 2021 wurde laut Beschluss der Gesellschafterversammlung der Liga festgelegt, dass es keine sportlichen Absteiger geben werde. Aufgrund der anhaltenden Pandemie sei der Spielbetrieb behindert worden. Da die Vereine unterschiedlich stark betroffen gewesen seien, sei es zu einer „Ungleichheit zwischen den Vereinen“ gekommen, hieß es in der Begründung.[9]
- Gegen Ende der Playoffs kam es zu mehreren COVID-19-Fällen in Gruppe 2, wodurch nicht alle Spiele rechtzeitig bis zum geplanten Saisonende ausgetragen werden konnten. Die Liga entschied daraufhin, die MLP Academics Heidelberg als Tabellenerster zum Gruppensieger zu küren.[10]

## Hauptrunde
- Stand: Hauptrundenende[11]

| \| # \| Mannschaft \| Spiele \| Siege \| Nieder- lagen \| Korb- punkte \| Differenz \| Sieg- punkte \| \| ------------------------------------------------------------------------------------------------------------- \| --------------------------- \| ------ \| ----- \| ------------- \| ------------ \| --------- \| ------------ \| \| 1 \| Rostock Seawolves \| 28 \| 22 \| 6 \| 2468:2251 \| 217 \| 44 \| \| 2 \| MLP Academics Heidelberg \| 28 \| 21 \| 7 \| 2418:2190 \| 228 \| 42 \| \| 3 \| Eisbären Bremerhaven \| 27 \| 19 \| 8 \| 2440:2270 \| 170 \| 38 \| \| 4 \| Science City Jena * \| 26 \| 19 \| 7 \| 2169:1979 \| 190 \| 37 \| \| 5 \| Bayer Giants Leverkusen \| 28 \| 18 \| 10 \| 2473:2428 \| 45 \| 36 \| \| 6 \| VfL Kirchheim Knights \| 28 \| 15 \| 13 \| 2362:2352 \| 10 \| 30 \| \| 7 \| Wiha Panthers Schwenningen \| 27 \| 14 \| 13 \| 2123:2111 \| 12 \| 28 \| \| 8 \| Artland Dragons \| 28 \| 14 \| 14 \| 2413:2358 \| 55 \| 28 \| \| 9 \| RÖMERSTROM Gladiators Trier \| 28 \| 12 \| 16 \| 2277:2297 \| -20 \| 24 \| \| 10 \| Uni Baskets Paderborn \| 28 \| 10 \| 18 \| 2409:2451 \| -42 \| 20 \| \| 11 \| PS Karlsruhe Lions \| 24 \| 9 \| 15 \| 1927:2073 \| -146 \| 18 \| \| 12 \| Phoenix Hagen \| 26 \| 9 \| 17 \| 2110:2233 \| -123 \| 18 \| \| 13 \| Tigers Tübingen \| 27 \| 9 \| 18 \| 2310:2396 \| -86 \| 18 \| \| 14 \| Nürnberg Falcons BC \| 27 \| 7 \| 20 \| 2150:2341 \| -191 \| 14 \| \| 15 \| Team Ehingen Urspring \| 28 \| 6 \| 22 \| 2261:2580 \| -319 \| 12 \| \| *Jena wurde auf Grund eines Nichtantritts eine 0:20-Niederlage sowie den Abzug eines Siegpunktes angerechnet. \| \| \| \| \| \| \| \| |                             |        |       |               |              |           |              |
| # | Mannschaft                  | Spiele | Siege | Nieder- lagen | Korb- punkte | Differenz | Sieg- punkte |
| 1 | Rostock Seawolves           | 28     | 22    | 6             | 2468:2251    | 217       | 44           |
| 2 | MLP Academics Heidelberg    | 28     | 21    | 7             | 2418:2190    | 228       | 42           |
| 3 | Eisbären Bremerhaven        | 27     | 19    | 8             | 2440:2270    | 170       | 38           |
| 4 | Science City Jena *         | 26     | 19    | 7             | 2169:1979    | 190       | 37           |
| 5 | Bayer Giants Leverkusen     | 28     | 18    | 10            | 2473:2428    | 45        | 36           |
| 6 | VfL Kirchheim Knights       | 28     | 15    | 13            | 2362:2352    | 10        | 30           |
| 7 | Wiha Panthers Schwenningen  | 27     | 14    | 13            | 2123:2111    | 12        | 28           |
| 8 | Artland Dragons             | 28     | 14    | 14            | 2413:2358    | 55        | 28           |
| 9 | RÖMERSTROM Gladiators Trier | 28     | 12    | 16            | 2277:2297    | -20       | 24           |
| 10 | Uni Baskets Paderborn       | 28     | 10    | 18            | 2409:2451    | -42       | 20           |
| 11 | PS Karlsruhe Lions          | 24     | 9     | 15            | 1927:2073    | -146      | 18           |
| 12 | Phoenix Hagen               | 26     | 9     | 17            | 2110:2233    | -123      | 18           |
| 13 | Tigers Tübingen             | 27     | 9     | 18            | 2310:2396    | -86       | 18           |
| 14 | Nürnberg Falcons BC         | 27     | 7     | 20            | 2150:2341    | -191      | 14           |
| 15 | Team Ehingen Urspring       | 28     | 6     | 22            | 2261:2580    | -319      | 12           |
| *Jena wurde auf Grund eines Nichtantritts eine 0:20-Niederlage sowie den Abzug eines Siegpunktes angerechnet. |                             |        |       |               |              |           |              |

|  | = Playoff-Plätze |

## Playoffs
Stand: Saisonende

### Gruppe 1
| # | Mannschaft              | Spiele | Siege | Nieder- lagen | Korb- punkte | Differenz | Sieg- punkte |
| - | ----------------------- | ------ | ----- | ------------- | ------------ | --------- | ------------ |
| 1 | Bayer Giants Leverkusen | 6      | 5     | 1             | 554:489      | 65        | 10           |
| 2 | Science City Jena       | 6      | 4     | 2             | 541:547      | -6        | 8            |
| 3 | Rostock Seawolves       | 6      | 2     | 4             | 505:516      | -11       | 4            |
| 4 | Artland Dragons         | 6      | 1     | 5             | 463:511      | -45       | 2            |

### Gruppe 2
| # | Mannschaft                 | Spiele | Siege | Nieder- lagen | Korb- punkte | Differenz | Sieg- punkte |
| - | -------------------------- | ------ | ----- | ------------- | ------------ | --------- | ------------ |
| 1 | MLP Academics Heidelberg   | 4      | 3     | 1             | 396:376      | 20        | 6            |
| 2 | VfL Kirchheim Knights      | 5      | 3     | 2             | 474:485      | -11       | 6            |
| 3 | Eisbären Bremerhaven       | 5      | 2     | 3             | 455:455      | 0         | 4            |
| 4 | Wiha Panthers Schwenningen | 4      | 1     | 3             | 315:324      | -9        | 2            |

|  | = Erwerb des sportlichen Aufstiegsrechts für die Basketball-Bundesliga und Qualifikation für das ProA-Meisterschaftsfinale. |